# Quadrangle d'Arabia

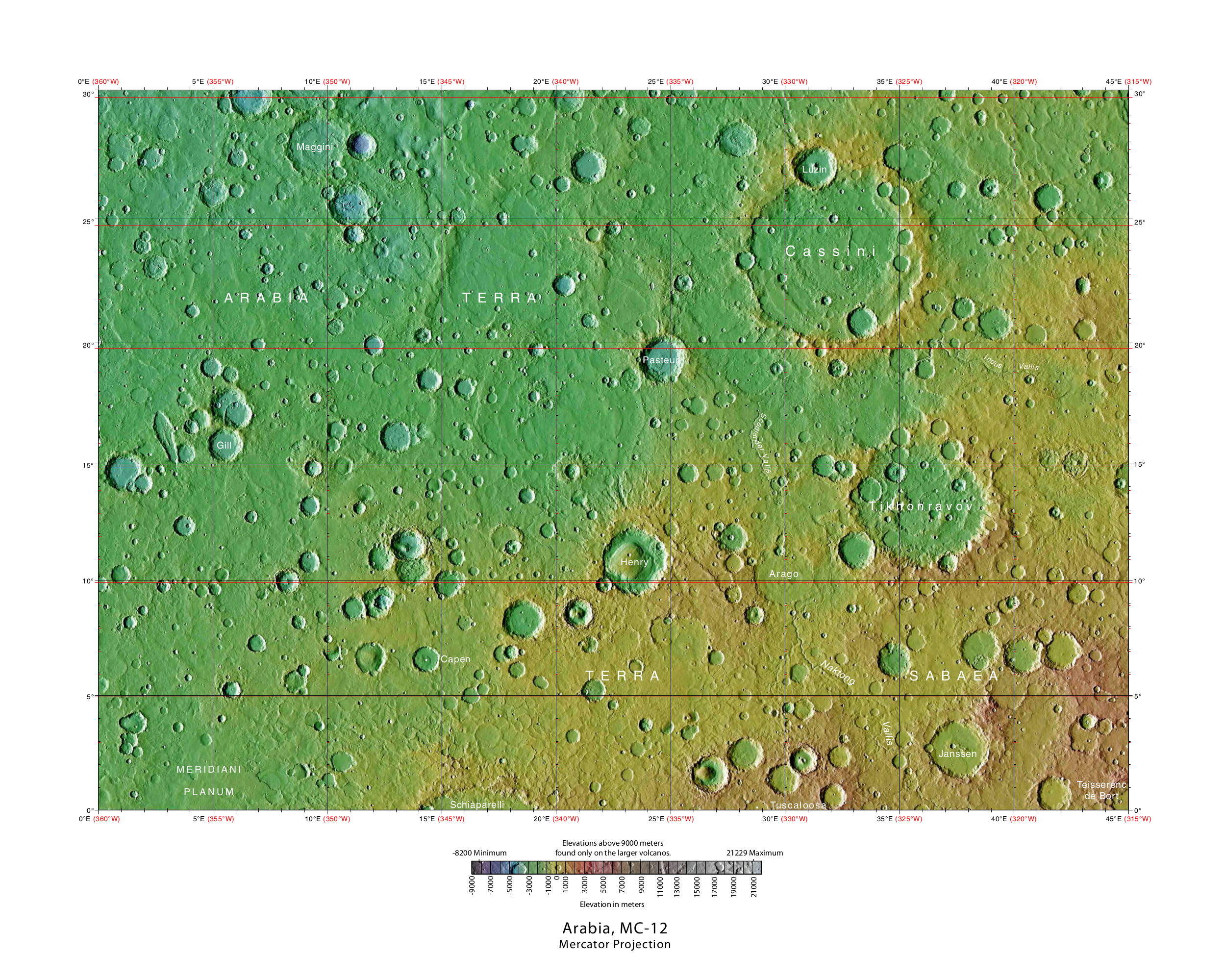
Quadrangle d'Arabia

Dans le cadre de la géographie de la planète Mars, le quadrangle d'Arabia — également désigné par le code USGS MC-12 — désigne une région martienne définie par des latitudes comprises entre 0° et 30° N et des longitudes comprises entre 0° et 45° E. Il tire son nom d'Arabia Terra, une région fortement cratérisée constituée de terrains noachiens d'altitude moyenne qui s'étend principalement dans ce quadrangle, occupant le tiers nord-ouest de celui-ci, avec Meridiani Planum dans le quart sud-ouest. Les terrains les plus élevés se trouvent au sud-est, dans la région de Terra Sabaea, avec des altitudes atteignant 3 000 m.

## Topographie
Un certain nombre de grands cratères témoignent de l'ancienneté de la région (leur diamètre est indiqué entre parenthèses) :
- Cassini (412 km), par 23,6° N et 31,8° E.
- Tikhonravov (386 km), par 13,4° N et 35,8° E.
- Henry (171 km), par 10,8° N et 23,3° E.
- Janssen (158 km), par 2,1° N et 37,5° E.
- Arago (154 km), par 10,1° N et 29,8° E.
- Maggini (143 km), par 27,7° N et 9,4° E.
- Teisserenc de Bort (119 km), par 0,4° N et 45,0° E.
- Pasteur (113 km), par 19,2° N et 24,5° E.
- Luzin (97 km), par 27,1° N et 31,2° E.
- Capen (70 km), par 6,5° N et 14,2° E.

Des vallées d'origine rhéologique sont également présentes dans le quart le plus oriental de la région, jusque dans le quadrangle de Syrtis Major (leur extension est indiquée entre parenthèses) :
- Cusus Valles (249 km), par 14,3° N et 50,5° E.
- Indus Vallis (307 km), par 19,1° N et 38,7° E.
- Locras Valles (314 km), par 8,1° N et 47,7° E.
- Naktong Vallis (494 km), par 5,2° N et 32,9° E.
- Scamander Vallis (204 km), par 15,8° N et 28,5° E.

## Eau
Arabia Terra, dans la partie nord-est du quadrangle, est la région identifiée en 2003 par les instruments de la sonde Mars Odyssey comme étant la plus riche en hydrogène de toute la surface de Mars, d'où une forte présomption de présence d'eau dans les matériaux qui composent le sol de cette région.

## Méthane
Le quadrangle d'Arabia est également l'une des régions martiennes au-dessus desquelles du méthane a été détecté dans l'atmosphère, ce qui constitue une donnée intéressante du point de vue de la recherche d'éventuelles traces de vie sur Mars car le méthane est rapidement détruit dans l'atmosphère martienne et son observation signifie qu'une source à identifier — et loin d'être nécessairement biologique — émet ce gaz encore aujourd'hui ; ceci est cohérent avec les données recueillies par Mars odyssey relatives à la présence d'hydrogène dans le sol à cet endroit.